# ¿Usted no sabe quién soy yo?
¿Usted no sabe quién soy yo? es una película cómica de colombiana de 2016 dirigida por Andrés Felipe Orjuela y Fernando Ayllón. Estrenada el 7 de enero de 2016, la película fue protagonizada por Ricardo Quevedo, Iván Marín, Freddy Beltrán, Abril Schreiber, Jéssica Sanjuán, Fabio Restrepo, Natalia Durán y Aída Morales.

## Sinopsis
La película relata la historia de Ricardo, un comediante desconocido que pretende darse a conocerse haciendo rutinas de comedia en vivo en Bogotá. Recientemente su novia lo abandona por un adinerado hombre mayor perteneciente a la farándula colombiana. Al lado de sus inseparables amigos Crist y Valentino, Ricardo decide basar su vida en las apariencias, conquistando el amor de Margarita diciéndole un sinfín de mentiras sobre su estrato socioeconómico.

## Reparto
- Ricardo Quevedo es Ricardo.
- Iván Marín es Valentino.
- Freddy Beltrán es Crist.
- Abril Schreiber es Margarita.
- Jéssica Sanjuán, es Andrea

## Recepción
En el portal Filmaffinity, la cinta cuenta con una puntuación promedio de 4,6 sobre 10 basada en 64 votos. En la base de datos de IMDb tiene una puntuación de 5,1 sobre 10, basada en 252 votos.